# Modum
Modum è un comune norvegese della contea di Buskerud.
È formato principalmente da tre località, Vikersund, Geithus e Åmot, oltre a vari villaggi più piccoli quali Heggen e Katfoss. L'amministrazione centrale ha sede a Vikersund.
Il territorio si estende su entrambe le sponde del ramo meridionale del lago Tyrifjorden e sulle rive del suo estuario.
È la città natale dello scrittore Maurits Hansen.